# Gmina Coitsville
Gmina Coitsville (ang. Coitsville Township) – gmina w USA, w stanie Ohio, w hrabstwie Mahoning. Według danych na rok 2020 gminę zamieszkiwały 1264 osoby, a gęstość zaludnienia wyniosła 38,05 os./km².

## Demografia
Populacja:
| Rok                           | 1990  | 2000  | 2010  | 2020  |
| ----------------------------- | ----- | ----- | ----- | ----- |
| Ludność                       | 1854  | 1632  | 1389  | 1264  |
| Gęstość zaludnienia w os./km² | 55,81 | 49,13 | 41,81 | 38,05 |

Ludność według grup wiekowych na rok 2010:
| Grupa wiekowa                           | 0–17 lat | 18–64 lat | 65+ lat |
| --------------------------------------- | -------- | --------- | ------- |
| Liczba osób w danej grupie wiekowej     | 222      | 862       | 308     |
| Liczba osób w danej grupie wiekowej w % | 15,6%    | 61,9%     | 22,1%   |

Struktura płci na rok 2010:
| Płeć                         | Mężczyźni | Kobiety |
| ---------------------------- | --------- | ------- |
| Liczba osób w danej płci     | 730       | 662     |
| Liczba osób w danej płci w % | 52,4%     | 47,6%   |